# Stade Saint-Claude
El Stade Saint-Claude es un estadio de usos múltiples en Basse-Terre, la capital de Guadalupe un territorio de Francia en el Mar Caribe. El estadio es sede del equipo de fútbol "nacional" de Guadalupe. Actualmente se utiliza sobre todo para los partidos de fútbol. El estadio tiene capacidad para 10.000 espectadores aproximadamente. Actualmente es utilizado por los equipos de fútbol Racing Club de Basse-Terre y La Gauloise de Basse-Terre. 